# Distribution arithmétique
Une loi de probabilité discrète H, de fonction de répartition H(t), est une distribution arithmétique si elle est concentrée sur un ensemble de la forme dℤ où d > 0 et Z l’ensemble des nombres relatifs.
Le pas de la distribution est alors la plus grande valeur de d telle que H soit concentrée sur dℤ.

## Référence
(en) A. V. Prokhorov, « Arithmetic distribution », dans Michiel Hazewinkel, Encyclopædia of Mathematics, Springer, 2002 (ISBN 978-1556080104, lire en ligne)